# Dark Horse (singolo George Harrison)
Dark Horse è un brano musicale composto ed eseguito da George Harrison. La canzone è la title track del suo omonimo album del 1974, e successivamente fornì l'ispirazione per il nome della casa discografica fondata dall'ex-Beatle, la Dark Horse Records.

## Il brano

### Origine e significato
Sebbene il termine "dark horse" venga abitualmente utilizzato in lingua inglese per definire un vincitore a sorpresa in precedenza poco accreditato, Harrison raccontò nella sua autobiografia I Me Mine, che all'epoca della composizione del brano non conosceva il significato recondito del termine. Secondo quanto riferito dall'autore il testo del brano si riferirebbe invece ad un uomo che intrattiene una o più relazioni sessuali clandestine contemporaneamente con diverse donne; un "dark horse" nel gergo di Liverpool. La canzone esprime i sentimenti di Harrison circa la disintegrazione del suo matrimonio con Pattie Boyd, che lo aveva lasciato per mettersi con il chitarrista (ed amico comune) Eric Clapton.
L'album di George Harrison Living in the Material World del 1973 aveva diviso la critica. Anche se il disco era stato un altro "trionfo" commerciale per Harrison, e la percezione generale nei suoi confronti era ancora quella del più capace dei quattro ex-Beatles, tuttavia George era rimasto notoriamente scosso dalle critiche piovute sulla spiritualità Induista della sua musica. La sua scelta di acquistare il Bhaktivedanta Manor quale sede britannica della Associazione internazionale per la coscienza di Krishna (ISKCON) – o, colloquialmente, "movimento Hare Krishna" – portò a speculazioni ridicole e commenti ironici sulla stampa inglese. L'autore Joshua Greene, ex devoto Hare Krishna, descrisse una visita fatta da Harrison presso la sede ISKCON nell'agosto 1973 quando l'artista confidò le proprie preoccupazioni a Bhaktivedanta Swami Prabhupada, il leader del movimento: «Sto provocando una brutta reazione» Harrison ammise. «Più forte è l'impegno da parte mia, più forte diventa l'animosità della gente».
Allo stesso tempo, il matrimonio di Harrison con Pattie Boyd stava arrivando al capolinea. Nel luglio 1974, la moglie lo lasciò per l'amico Eric Clapton. In una reazione che in seguito egli definirà "solo un piccolo scherzo", Harrison registrò una versione del successo degli Everly Brothers Bye Bye Love del 1957, con un nuovo testo augurante alla coppia di essere felice. Il biografo Ian Inglis ha scritto dello sgomento di Harrison per le recensioni negative a Material World: "Coincisero con un periodo di intenso disordine e frequenti infedeltà nella sua vita personale, e la combinazione di queste due fonti di delusione produsse uno stato d'animo di oscurità e cinismo che invariabilmente si farà strada nei suoi prossimi progetti musicali."
Harrison scrisse Dark Horse nel 1973, apparentemente come risposta ai critici di Living in the Material World. Ma come molti altri recensori dell'album Dark Horse, Inglis interpretò la canzone come un messaggio da parte di Harrison a Pattie Boyd.
Il biografo musicale di Harrison, Simon Leng, vede Dark Horse come il suo compositore che si rivolge ai suoi critici creando un "nuovo personaggio". Questo "George" è un uomo da solo davanti ai suoi detrattori, scrive Leng.

### Registrazione

#### 1973: traccia base
Harrison iniziò a lavorare alla canzone a Friar Park nel suo studio personale FPSHOT nel novembre 1973, ma la traccia restò incompiuta a causa dell'imminente inizio del tour americano del 1974. Con l'approssimarsi della data di pubblicazione del nuovo album, e con Harrison colpito da una forte laringite che gli compromise la voce, la traccia venne registrata nuovamente in tutta fretta in uno studio statunitense, con la sua tour band, incluso Billy Preston alle tastiere.
Insieme ad altri brani di futuri artisti della scuderia Dark Horse Records come Ravi Shankar e Splinter, Harrison incluse la canzone su un nastro che compilò per David Geffen prima di partire per l'India a fine gennaio 1974. Questa prima versione incompleta di Dark Horse conteneva il contributo di Harrison alla chitarra acustica e alla voce, del bassista Klaus Voormann e di Ringo Starr o Jim Keltner alla batteria, oltre ad essere molto più lenta rispetto alla versione ufficiale poi pubblicata.

#### Versione ufficiale
In ottobre, quando Harrison arrivò a Los Angeles per preparare il tour, i vari problemi d'affari nei quali era impelagato, uniti alla lavorazione dei progetti per la Dark Horse Records, e a uno stile di vita dissoluto che Simon Leng, biografo di Harrison, definì "un drink di troppo, troppo frequentemente", portarono un inevitabile rallentamento nella produzione dell'album Dark Horse. Per tre settimane, ogni giorno Harrison provò con la sua tour band, che comprendeva Tom Scott, Billy Preston, Jim Horn, Robben Ford, Willie Weeks e Andy Newmark, agli A&M Studios di La Brea Avenue, Hollywood. Alla sera, egli aggiungeva il cantato solista ed altre sovraincisioni alle tracce che aveva registrato a Friar Park. Harrison avrebbe voluto completare anche il brano Dark Horse in questa maniera ma alla fine decise di ri-registrare la canzone, dato che i musicisti della band dovevano comunque imparare il brano per l'inclusione nella scaletta del tour.
Già stressato ed esausto ancor prima di arrivare a Los Angeles, Harrison perse quasi completamente la voce durante le prove e contrasse una laringite, problema ampiamente riscontrabile nelle canzoni incise, in particolar modo in Dark Horse. La canzone venne registrata dal vivo da George con i musicisti della sua tour band presso gli studi A&M alla fine di ottobre, con Norm Kinney come ingegnere del suono. Lon & Derrek Van Eaton, che, come Preston, erano ex-artisti della scuderia Apple passati alla A&M Records, aggiunsero alla traccia i cori di sottofondo poco tempo dopo.
La versione definitiva della canzone inclusa nell'album è notevole per l'arrangiamento, che incorpora elementi di funk e jazz, ma anche per il particolare cantato di Harrison, descritto da alcuni come simile a quello di Louis Armstrong. Successivamente Harrison disse ai giornalisti che il risultato finale lo soddisfaceva abbastanza, ma secondo Andy Newmark, l'ex-Beatle era preoccupato di come il pubblico avrebbe potuto reagire alla sua malridotta voce. La registrazione contiene un trio di flautisti, capitanati da Tom Scott; Billy Preston al pianoforte elettrico; e Robben Ford alla chitarra acustica a raddoppiare le parti suonate da Harrison, come fatto da Pete Ham tre anni prima in Here Comes the Sun in occasione del The Concert for Bangladesh. La sezione ritmica costituita da Weeks e Newmark contribuì alla traccia donando una sonorità più contemporanea al pezzo. In aggiunta, Emil Richards suonò uno strumento a percussione chiamato "crochet".

## Pubblicazione
La canzone venne pubblicata come singolo negli Stati Uniti il 18 novembre 1974 (n. cat. Apple 1877), raggiungendo la posizione numero 15 della classifica Billboard Hot 100. La B-side del singolo era un brano non presente nell'album, I Don't Care Anymore. In Gran Bretagna, la traccia fu pubblicata come secondo singolo estratto dall'album, nel febbraio 1975 (n. cat. Apple R 6001). (B-side Hari's on Tour (Express)), ma non entrò in classifica.
Dark Horse ebbe un buon riscontro negli Stati Uniti, raggiungendo con facilità la Top 20. In Canada, dove il tour ebbe inizio il 2 novembre, Dark Horse raggiunse la posizione numero 26 nella classifica RPM.
A causa dei ritardi nel completamento dello stesso, la Capitol non fu in grado di pubblicare l'album Dark Horse fino alla seconda settimana di dicembre, verso la fine del tour. Nel formato originale in vinile, Dark Horse apparve come seconda traccia della seconda facciata dell'LP, tra Ding Dong, Ding Dong, l'altro singolo del disco, e Far East Man. Nelle note interne dell'album da lui scritte, Harrison inserì la futura moglie Olivia Arias tra i musicisti che avevano contribuito al pezzo; il suo contributo è accreditato come "sbalorditivo". La coppia si era incontrata durante le prime settimane di permanenza dell'ex-Beatle a Los Angeles, e i due fecero coppia fissa per tutto il resto del tour.
Dark Horse venne inclusa nella compilation The Best of George Harrison del 1976 ma è stata successivamente esclusa dalla raccolta Let It Roll: Songs by George Harrison del 2009.

## Tracce singolo USA(1974)
1. Dark Horse (George Harrison) - 3:54
2. I Don't Care Anymore (George Harrison) - 2:40

## Tracce singolo UK(1975)
1. Dark Horse (George Harrison) - 3:54
2. Hari's on Tour (Express) (George Harrison) - 4:43

## Formazione
- George Harrison – voce solista, chitarra acustica
- Billy Preston – pianoforte elettrico
- Robben Ford – chitarra acustica
- Willie Weeks – basso
- Andy Newmark – batteria
- Jim Keltner – batteria
- Tom Scott – flauto
- Jim Horn – flauto
- Chuck Findley – flauto
- Emil Richards – percussioni
- Derrek Van Eaton – cori di sottofondo
- Lon Van Eaton – cori di sottofondo